# 冧莊
《冧莊》（书面语作）是香港亞洲電視遊戲節目，於1990年10月8日首播，以香港麻雀為主題，形式基本上參照過去的另一套麻雀節目《開枱》，由現場觀眾中抽出參加者，以不同的麻雀遊戲競賽，勝出者可與被選中的家庭觀眾可以參與抽獎環節，奪取累積的「聚寶金輪」獎金。累積獎金曾高達14萬港元。
1991年2月25日起的最後五集，推出特別版《冧莊-台主爭霸戰》，由過往成功奪取聚寶金輪獎金的觀眾參與。

## 競賽內容
競賽部分最初由劉志榮、安德尊和陳寶蓮主持，但陳寶蓮的效果不佳，1990年10月22日起她只進行錄影環節而缺席直播環節。1990年10月29日由陳迪華接替陳寶蓮，1990年12月17日因亞視安排陳迪華擔任其他節目，由吳嘉文替上。1991年2月5日再換上李菁。

### 第一輯
1990年10月8日起逢星期一至五晚上8點30分播出：
甩牌接力賽
從現場觀眾抽出八人分為兩組，每組各四人，然後兩組各自在限時一分鐘內，由其中一位組員開始輪流蒙著眼隨意摸在檯上的牌，說中牌面繼續摸牌，說錯則由下一位組員繼續摸牌，如此類推，四位都說錯時則循環由第一位組員再繼續。說中牌面較多的組別則可出線繼續下一個遊戲。另外設有2000港元的合格獎，說中至少15隻牌的組別可獲獎金，如果兩組均合格則獎金平均瓜分。
眼明口快
麻雀問題搶答，在90秒內主持人發問有關出現在畫面的麻雀手牌問題（通常是聽牌問題），四人按掣搶答，開始時每人有10分底分，答對者可從其他三家各拿一分，答錯者則對其他三家各付一分，底分跌至0分的參賽者會被褫奪搶答權。最高分者可得到獎金1000元（多於一人最高分則獎金平分）。
二人淘汰賽
《眼明口快》分數最低的兩名參賽者（如果出現分數相同則擲骰決定名次）先打第一場麻雀，第一場勝出者則與《眼明口快》第二高分的參賽者打第二場，第二場勝出者再與《眼明口快》最高分的參賽者打第三場決出台主，勝出的台主可參加《聚寶金輪》。比賽是以十隻香港麻雀不計時進行，用的牌只有筒索萬中的兩種和番子，開始時二人須與對方交換其中五隻牌，胡出的牌型至少要有4翻。

### 第二輯
1990年12月17日起逢星期一至五晚上8點正播出：
麻雀Good甩
兩名參加者輪流於30秒內，蒙著眼隨意摸在檯上的牌（每種麻雀牌只有一隻），只靠手指觸摸說出牌面，每說中一隻可獲獎金50港元，而說中牌面較多的參加者，將連同手持跟最後三隻說中的牌相同票的現場觀眾出線繼續下一個遊戲（少於三隻則抽籤決定）。
眼明口快
與第一輯幾乎一樣，除底分改為15分。
二人淘汰賽
與第一輯相同。

### 「台主爭霸戰」版
1991年2月25日起星期一至五晚上7點45分播出：
麻雀Good甩
四名參加者輪流於45秒內，蒙著眼隨意摸在檯上的牌（每種麻雀牌只有一隻；另外用的牌比平時較大隻），只靠手指觸摸說出牌面，每說中一隻計一分，並可獲獎金每隻100港元。
麻雀Bingo
四人各持九隻牌排列成九宮格，開始前先把所有全場已亮明四張的牌蓋上，之後由東家開始，輪流在中間蓋上的牌疊中隨機開出一隻牌，按照開出的牌，各家蓋上自己對應的相同牌，如果自己開出自己的相同牌，蓋上則可以連開多一隻牌，否則輪到下家開一隻牌，如此類推，直至其中一家蓋上全部九隻牌為結束，各人按各自的九宮格已蓋上的牌，以橫、竪、斜三隻方式連線，每連一線可獲獎品一份，而連線最多者計30分兼可額外獲得一份獎品，第二名計25分，第三名計20分，第四名計15分。
雀王問答比賽
麻雀問題搶答，在2分30秒內主持人發問最多十條有關過往在節目出現過的情節問題，四人按掣搶答，開始時每人有30分底分，答對者可從其他三家各拿一分，答錯者則對其他三家各付一分，底分跌至0分的參賽者會被褫奪搶答權。
二人淘汰賽
四人分兩組以十隻香港麻雀不計時對戰兩輪，第一輪胡出的兩名再對戰第二輪。比賽用的牌只有筒索萬中的兩種和番子，開始時二人須與對方交換其中五隻牌，胡出的牌型至少要有4翻。第一輪胡出每一翻計2分，第二輪胡出每一翻計4分。對決結束後，本回合的積分將連同所有之前回合的積分加起來，最高分數者為當晚的台主，可參加《聚寶金輪》。
週一至週四勝出的四位台主於週五參加最後一集節目，而在週五勝出則可參加最後特別版《聚寶金輪》。

## 其他環節
- 《麻雀Bingo》，由劉志榮及安德尊主持：四人各持九隻牌排列成九宮格，開始前先把所有全場已亮明四張的牌蓋上，之後由東家開始，輪流在中間蓋上的牌疊中隨機開出一隻牌，按照開出的牌，各家蓋上自己對應的相同牌，如果自己開出自己的相同牌，蓋上則可以連開多一隻牌，否則輪到下家開一隻牌，如此類推，直至其中一家蓋上全部九隻牌為結束，各人按各自的九宮格已蓋上的牌，以橫、竪、斜三隻方式連線，每連一線可獲獎品一份。而全部蓋上的玩家則可額外獲得一份獎品。
- 《雀精秘笈》，由鄔錫龍主持：講解港人打麻雀的生活百態、打牌技巧、千術等。

## 聚寶金輪

### 第一版
1990年10月8日開始，首次登場由一萬元起算，如果當晚送出累積獎金，下一集則重新由一萬元起算；否則未送出累積獎金的話下一集累加一萬。
由主持人透過電話代理被抽中的家庭觀眾遊玩，當晚的台主與家庭觀眾各自按動骰子燈板，亮出的點數總和較高者可以先攻。開始時有15副蓋上的聽牌手牌（最少聽1飛至最多聽13飛），各自按次序選擇一副為自己的手牌，兩者不能相同，然後按次序轉動幸運輪，如果轉中自己的聽牌則可奪得累積獎金，轉中花牌則可重轉一次，否則只有安慰獎500港元。

### 第二版
1990年12月17日開始，承接之前版本累積的4萬元，首次登場由5萬元起算，如果當晚送出累積獎金，下一集則重新由一萬元起算；否則未送出累積獎金的話下一集累加一萬。
由主持人透過電話代理被抽中的家庭觀眾遊玩，開始時有15副已經秀出的聽牌手牌（最少聽1飛至最多聽13飛），當晚的台主與家庭觀眾各自按動燈板，亮出的手牌將作為所屬的手牌，兩者可能相同，然後按次序轉動幸運輪，如果轉中自己的聽牌則可奪得累積獎金，轉中花牌則可重轉一次，否則只有安慰獎500港元。

### 最後特別版
1991年3月1日登場，獎金為一萬元。
由主持人透過電話代理被抽中的家庭觀眾遊玩，並由家庭觀眾抽信封決定先後（如果抽到「先」則家庭觀眾先攻，否則抽到「後」則現場台主先攻）。之後有四隻蓋上的牌，分別是筒子、索子、萬子、番子各一隻，各自按次序選擇一隻，然後按次序轉動第一次幸運輪，如果轉中自己的所選花色的牌則可奪得累積獎金（花牌視同番子）。如果二人在第一次均不中，則各自按次序在剩下的兩張蓋牌再選擇一隻，然後按次序再轉動第二次幸運輪，如果轉中自己的所選花色的牌（包括之前在第一次所選的）則可奪得累積獎金。